# Англо-ашантийские войны
Англо-ашантийские войны (англ. Anglo-Ashanti wars) — войны между Британской Империей и Федерацией Ашанти (на территории современной Ганы) на протяжении всего XIX века, приведшие к превращению Ашанти в британскую колонию.

Западная Африка около 1875 года

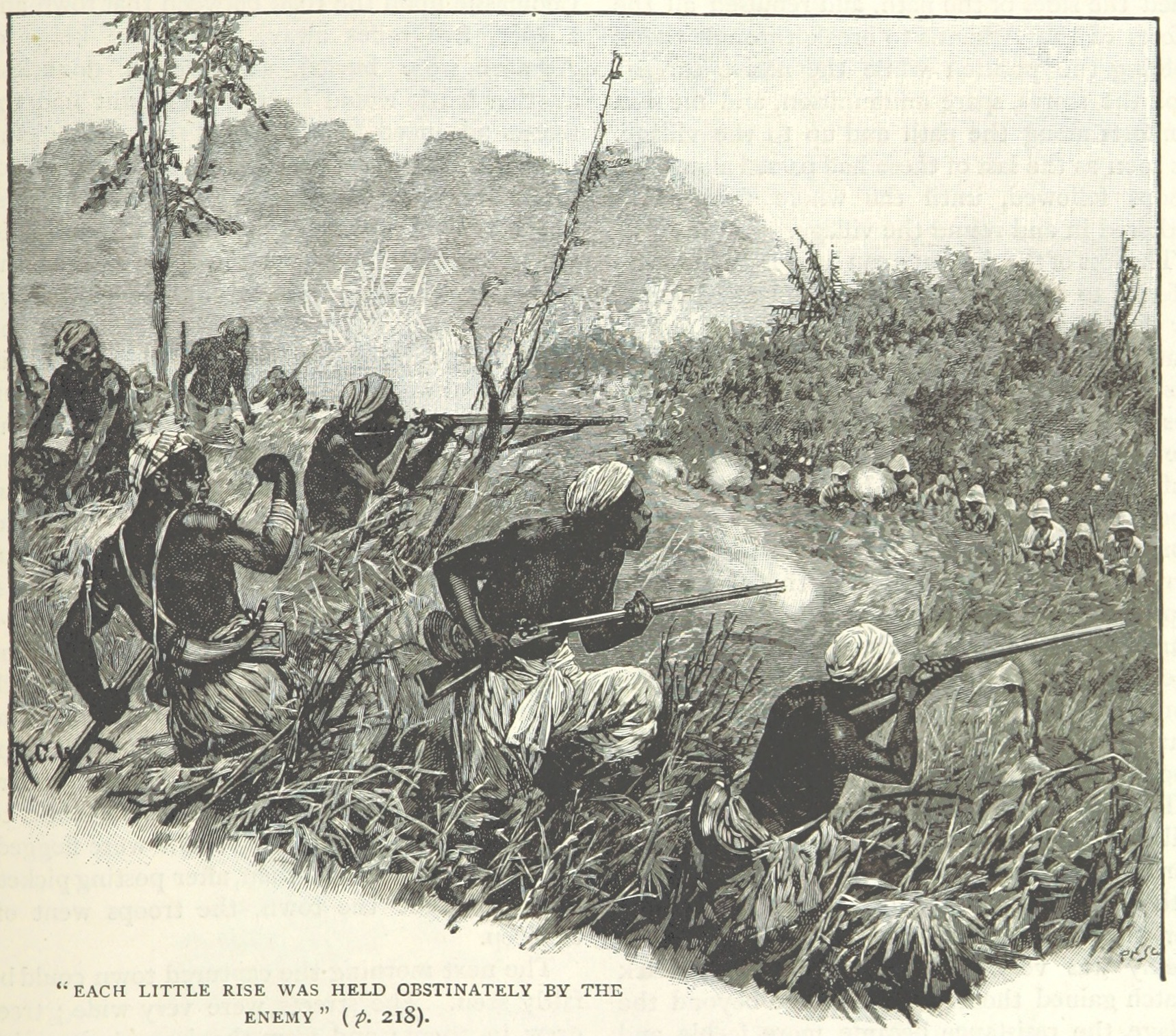
Сражение у Амоафуля, 1874 год

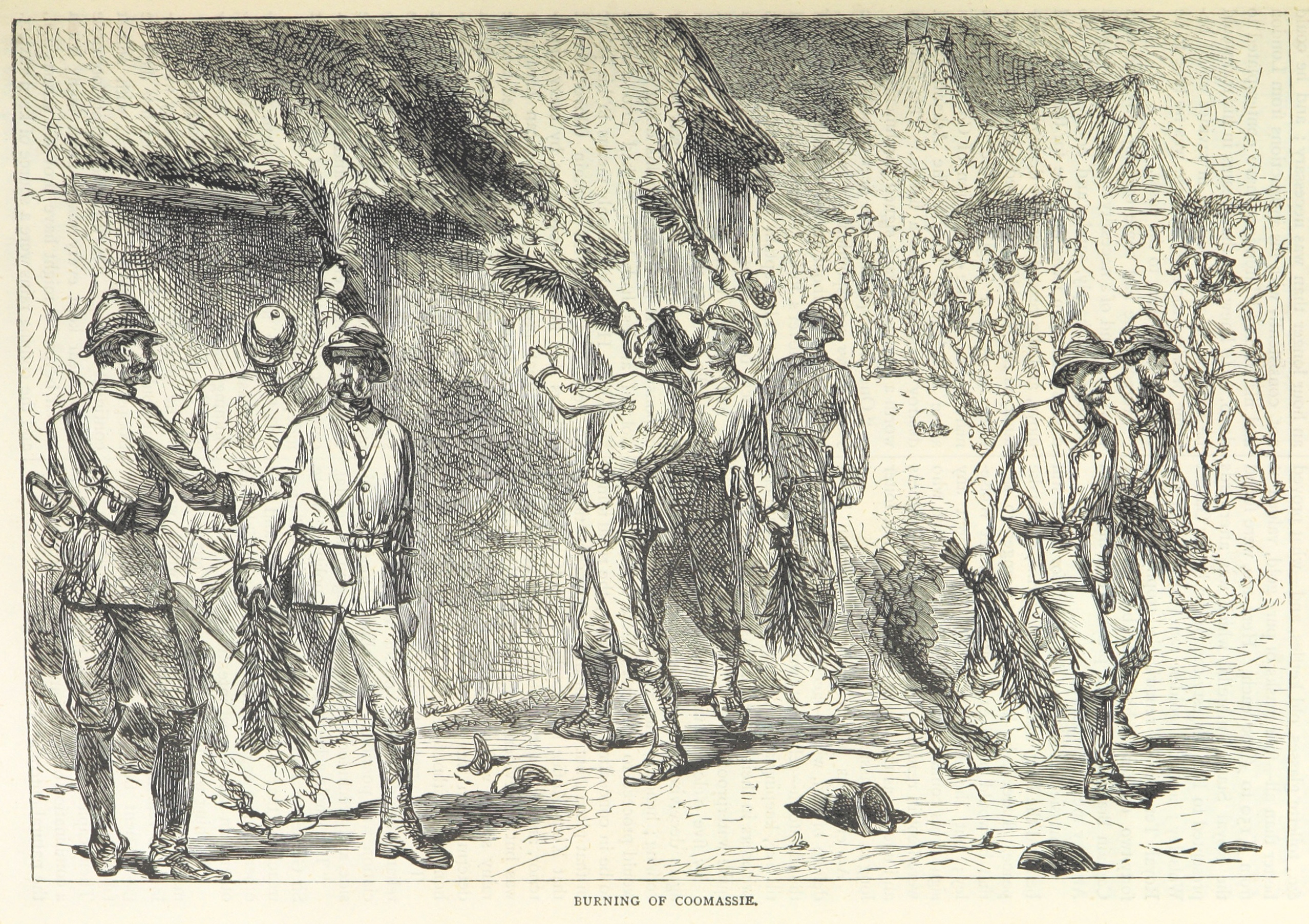
Сожжение Кумаси, 1874 год

## Хронология войн
- Первая англо-ашантийская война 1805
- Вторая англо-ашантийская война 1811
- Третья англо-ашантийская война 1814
- Четвёртая англо-ашантийская война 1824—1831
- Пятая англо-ашантийская война 1863
- Шестая англо-ашантийская война 1873—1874
- Седьмая англо-ашантийская война 1896
- Война Золотого Трона 1900 (Восьмая англо-ашантийская война).

## История
Ашанти, ведшие традиционную торговлю с родственными народами побережья Гвинейского залива, стремились обеспечить беспрепятственный доступ туда своих товаров. В то же время правители Федерации Ашанти, в целях положить конец родоплеменным стычкам, постепенно объединяли под своей властью окрестные племена. Однако в борьбе за побережье они столкнулись с обосновавшимися здесь британцами. Британские власти с тревогой следили за растущим могуществом Ашанти и за его возрастающим влиянием на народы Золотого Берега.
В 1821 году губернатор Золотого Берега Чарльз Маккарти предпринял против ашанти первую экспедицию, с целью обеспечить от их вторжения смежные с колонией территории. Экспедиция эта, вследствие недостаточной подготовки, потерпела неудачу. Англичане были разбиты, и сам Маккарти был убит. Ашанти осадили главный город колонии — Кейп-Кост, но болезни заставили их отступить.
В 1823 году ашанти вторглись в восточную часть Золотого Берега. Здесь их встретил полковник Пурдон с небольшим отрядом британцев и скопищем союзных племен. Ашанти были разбиты, чему много способствовало моральное действие впервые примененных ракет.
По договору 1831 года была определена южная граница государства Ашанти. Хотя британцы и позже продолжали политику колониальной экспансии на Золотом Берегу, их попытки проникнуть вглубь Ашанти на данном этапе не увенчивались успехом.
В 1863 году произошло новое столкновение из-за нескольких беглых рабов, укрывшихся на британской территории,  и ашанти перешли пограничную реку Пра. Губернатор Пайн, предоставленный своим собственным силам (правительство отказало в присылке 2 000 британских солдат), удачно действуя с отрядом вест-индских колониальных войск заставил ашанти отступить, но развить успеха не мог, вследствие слабости сил и плохой организации транспортной (на носильщиках) службы. Быстрое возвращение отряда к берегу подняло дух ашанти, и в течение следующих лет ашанти всё время беспокоили британцев.
В 1872 году ашантийская армия силою в 5 000 чел. вторглась в пределы британского протектората. Часть её дошла до моря и осадила порт Элмину, незадолго перед тем уступленный британцам Нидерландами. Однако их попытка атаковать этот порт 13 июня 1872 года потерпела неудачу, главным образом благодаря содействию парохода Барракута.

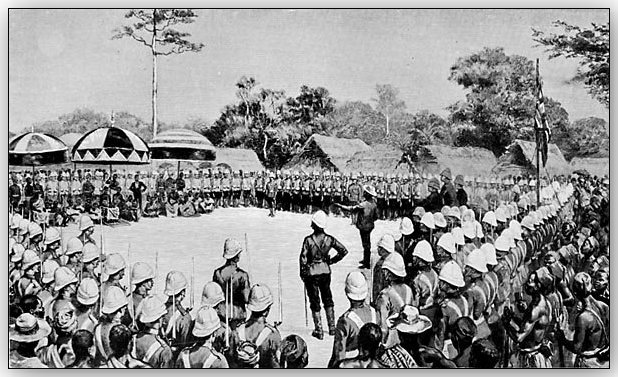
Капитуляция ашантихене перед британцами, 1896 год

Эти события заставили британское правительство послать против Ашанти большую, хорошо вооружённую армию. Командовать ею был назначен генерал Гарнет Вулзли. К началу 1874 года в его распоряжении были 42-й и 23-й пехотные полки, батальон стрелков, 1-й и 2-й Вест-Индские пехотные полки, 1 батальон морской пехоты, 2 туземных полка, набранных из туземцев Золотого Берега, 3 десантных команды с судов и туземная горная батарея. Главные затруднения возникли при организации обоза, так как местные дороги представляли собой обыкновенные пешеходные тропы. Оставалось прибегнуть к носильщикам, притом плохо организованным и в недостаточном числе. 
После стычек у Эссамана и Абракалисы в конце 1873 года ашанти отошли за реку Пра. В начале января 1874 г. весь отряд Вулзли сосредоточился у этой реки. 30 января 1874 года британцы встретили армию ашанти, во главе с вождем Аманкватиа у Амоафуля, южнее столицы Ашанти Кумаси. Частью в густом лесу, произошёл упорный бой, вся тяжесть которого легла главным образом на 42-й полк, который потерял 9 офицеров и 107 нижних чинов убитыми и ранеными. К полудню ашантии были с большими потерями отброшены. 

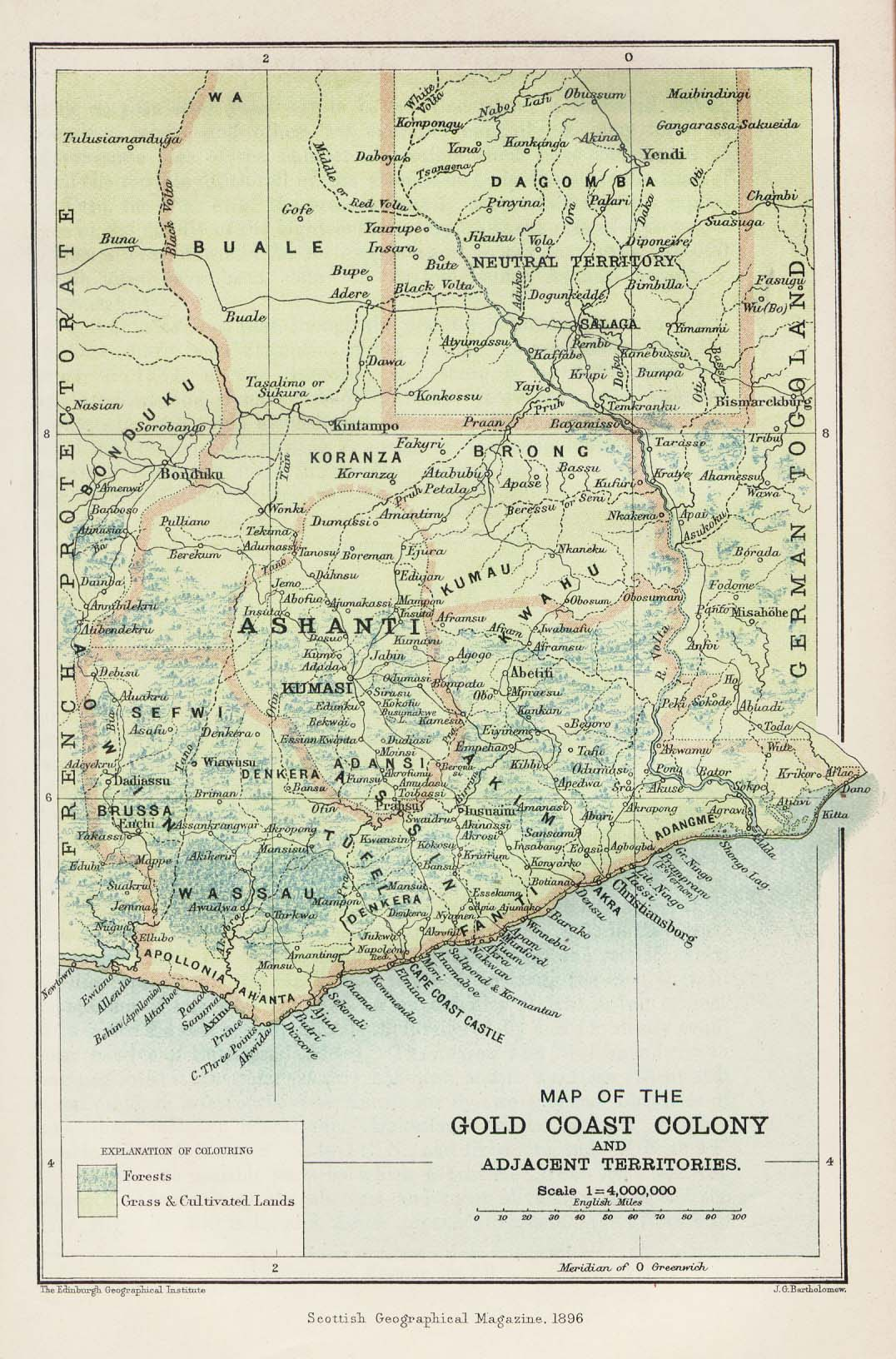
Британская колония Золотой Берег, 1896 год

Серьезного сопротивления более не было, и после стычек у Бекки и Ордахсу, 4 февраля 1874 года британцы вошли в Кумасси, покинутый правителем и жителями. Но вследствие недостатка в припасах подвоза они через два дня вынуждены были отойти на юг, к Фомане, где находились склады. Кумаси был предан огню. Вскоре правитель Ашанти Кофи Карикакри заплатил контрибуцию и подписал мирный трактат. Однако Ашанти сохранила независимость.
Впоследствии ашантии пытались беспокоить протекторат, но эти попытки отражались местными силами. 
В 1895 году британцы снова вторглись на территорию Ашанти. Обоз был на этот раз организован безукоризненно. Всего было собрано 14 800 носильщиков, из которых были сформированы роты по 800 человек с британскими кадрами.  Экспедиция началась 7 декабря 1895 года, она не встретила вооруженного сопротивления. 17 января 1896 года захватили столицу Кумаси. Ашантихене (верховный вождь) Премпе I, мать-королева и другие вожди и военачальники были сосланы на Сейшельские острова. Сама Ашанти стала британским протекторатом, а с 1901 года — колонией в результате войны Золотого Трона.